# Across the Seventh Sea
Across the Seventh Sea is het tweede studioalbum van Maiden uniteD. Het is een akoestische versie van nummers van Iron Maiden met nieuwe arrangementen.

## Nummers
- (Seven Deadly Sins I), intro van Moonchild van Seventh Son of a Seventh Son
- Only The Good Die Young van Seventh Son of a Seventh Son
- 2 Minutes to Midnight van Powerslave
- Prowler van Iron Maiden
- Flash of the Blade van Powerslave
- Children of the Damned van The Number of the Beast
- Infinite Dreams van Seventh Son of a Seventh Son
- 22 Acacia Avenue van The Number of the Beast
- The Evil That Men Do van Seventh Son of a Seventh Son
- Wasted Years van Somewhere in Time
- (Seven Deadly Sins II)

## Bezetting
- Joey Bruers, basgitaar
- Ruud Jolie, gitaar, mandoline, achtergrondzang
- Damian Wilson, zang
- Marco Kuypers, piano
- Mike Coolen, drums
- Perttu Kivilaakso, cello op Infinite Dreams en The Evil That Men Do